# Банда (музика)
Ба́нда (італ. banda — «загін, група») — ансамбль мідних духових інструментів, який бере участь в оперній сценічній дії (напр. «Аїда» Дж. Верді, «Фауст» Ш. Гуно) або доповнює концертний оркестр з метою його підсилення (напр. 7-а симфонія Шостаковича).

## Джерело
- Юрій Юцевич. Музика: словник-довідник. — Тернопіль, 2003. — 404 с. — ISBN 966-7924-10-6. (html-пошук по словнику, djvu)